# Namibia Senior Secondary Certificate
Das Namibia Senior Secondary Certificate (NSSC; zu Deutsch etwa Namibisches Sekundarschul-Zertifikat) ist der höchste allgemeine Schulabschluss in Namibia und ist Voraussetzung des Besuchs einer Universität. Das NSSC ersetzt seit 2009 das Higher International General Certificate of Secondary Education (HIGCSE) der University of Cambridge. Das NSSC wird weiterhin in Zusammenarbeit mit der Universität vergeben.
Die Prüfungen zum NSSC werden in der 12. Klassenstufe abgelegt. Sie werden zentral vom Directorate of National Examinations and Assessment (DNEA) durchgeführt. Es wird in allen Pflichtfächern, darunter mindestens zwei Sprachen, Naturwissenschaften und Wirtschaft geprüft.
Alle Fächer zu Erlangung des NSSC müssen auf Englisch unterrichtet und geprüft werden (mit Ausnahme von Sprachenfächern). Das Zertifikat kann in zwei verschiedenen Schwierigkeitsstufen, „Higher Level“ (NSSCH) und „Ordinary Level“ (NSSCO) erreicht werden. Voraussetzungen für den Zugang zu Universitäten ist meist eine Mindestzahl an Punkten im „Higher Level“.
Im Schuljahr 2014 erhielten 39,9 Prozent der Schüler eine Hochschulzugangsberechtigung, 2015 waren es nur 29,8 Prozent.